# Golendukhino
Golendukhino (en rus: Голендухино) és un poble de l'óblast de Sverdlovsk, a Rússia, segons el cens del 2010 tenia 294 habitants.